# دیجیتال لولیپاپ
این مقاله در حال ترجمه مقاله در ویکی پدیا انگلیسی است لطفا حذف نشود.

## دیجیتال لولی پاپ
یک لولی‌پاپ دیجیتال یک دستگاه الکترونیکی است که  طعم‌های مجازی را با تحریک زبان انسان از طریق جریان‌های الکتریکی سنتز می‌کند. این دستگاه می‌تواند چهار طعم اصلی تولید کند: شیرین، ترش، شور و تلخ. لولی‌پاپ‌های دیجیتال از طریق تحقیقاتی که توسط نیمشا راناسینگه در دانشگاه ملی سنگاپور هدایت شد، توسعه یافته‌اند.

## طراحی
طبق گفته‌های راناسینگه، "این سیستم می‌تواند ویژگی‌های جریان‌های الکتریکی (مقدار، فرکانس و قطبیت: جریان معکوس) را برای ایجاد محرک‌های مختلف دستکاری کند. در حال حاضر، ما در حال انجام آزمایش‌هایی برای تحلیل تفاوت‌های منطقه‌ای زبان انسان برای تحریک الکتریکی هستیم."
این دستگاه‌ها سیگنال‌های جریان متناوب را از طریق یک الکترود نقره‌ای تولید می‌کنند و گیرنده‌های چشایی زبان را تحریک می‌کنند تا اجزای اصلی طعم را شبیه‌سازی کنند. همچنین مقادیر کمی از گرما را تولید می‌کنند تا طعم غذا را شبیه‌سازی کنند.
در نهایت، لولی‌پاپ دیجیتال می‌تواند به بیماران آلزایمر کمک کند تا "حس‌های خاصی را تقویت یا تضعیف کنند". همچنین ممکن است به افراد دیابتی اجازه دهد شیرینی را بدون افزایش سطح قند خون خود تجربه کنند. تیم تحقیقاتی دانشگاه ملی سنگاپور در حال توسعه پروتکل طعمی بر روی اینترنت (TOIP) است که امکان انتقال اطلاعات طعمی بین مکان‌ها را فراهم می‌کند.

## جستار وابسته
- واقعیت مجازی
- فن‌آوری چشایی

## مطالعات بیشتر
- Nimesha Ranasinghe, Hideaki Nii, Adrian Cheok, Ryohei Nakatsu, Ponnampalam Gopalakrishnakone, Digital Taste Lollipop: Studying Electrical Stimulation on Human Tongue to Simulate the Sensation of Taste, International Journal of Human-Computer Studies (Elsevier), Jan 2013
- Nimesha Ranasinghe, Ryohei Nakatsu, Nii Hideaki, and Ponnampalam Gopalakrishnakone, Tongue Mounted Interface for Digitally Actuating the Sense of Taste, in Proceedings of the 16th International Symposium on Wearable Computers (ISWC), June 2012, pp. 80–87. doi:10.1109/ISWC.2012.16, ISSN 1550-4816

## لینک های خارجی
- لولی‌پاپ دیجیتال در وب‌سایت نیمشا راناسینگه
- ویدیویی از استفاده از لولی‌پاپ دیجیتال